# Lebanoecobius
Lebanoecobius – wymarły rodzaj pająków z podrzędu Opisthothelae i rodziny płachtowcowatych, jedyny z monotypowej podrodziny Lebanoecobiinae. Obejmuje tylko jeden wczesnokredowy gatunek, L. schleei, którego inkluzje znaleziono w bursztynie libańskim.

## Taksonomia
Rodzaj i jego gatunek typowy opisane zostały po raz pierwszy w 2004 roku przez Jörga Wunderlicha na łamach „Beiträge zur Araneologie”. Opisu dokonano na podstawie inkluzji pojedynczego okazu w wczesnokredowym bursztynie libańskim. Epitet gatunkowy nadano na cześć paleontologa Dietera Schileego.
Wunderlich zaliczył omawiany takson do monotypowej podrodziny Lebanoecobiinae. Według przedstawionego przezeń chronokladogramu ma ona stanowić klad bazalny w obrębie rodziny płachtowcowatych.

## Morfologia
Jedyny znany okaz to samiec mający 1,7 mm długości ciała przy prosomie długości i szerokości 0,9 mm oraz opistosomie (odwłoku) długości i szerokości 0,8 mm. Ubarwienie miał żółtawobrązowe. Spośród ośmiorga oczu para tylno-środkowa leżała nieco bardziej z przodu niż para tylno-boczna. Stosunkowo duże szczękoczułki dysponowały smukłymi pazurami jadowymi. Sternum porastało owłosienie. Porośnięte długimi szczecinkami, rozstawione na boki odnóża były dość długie i cienkie; trzecia ich para niemal dorównywała długością drugiej. Trichbotrium nadstopia znajdowało się u jego szczytu. Na nadstopiu osatatniej pary grzebień przędny zajmował ⅔ długości. Stopy zwieńczone były krótkimi pazurkami. Porośnięta krótkimi, niewyraźnymi włoskami opistosoma miała dość duży stożeczek i długie kądziołki przędne tylnej pary.
Nogogłaszczki miały duży konduktor, długi i cienki embolus oraz przypuszczalnie pozbawione były apofizy tegularnej.